# Iphinopsis inflata
Iphinopsis inflata is een slakkensoort uit de familie van de Cancellariidae. De wetenschappelijke naam van de soort is voor het eerst geldig gepubliceerd in 1879 door Friele.